# ヴァイトラムスドルフ
ヴァイトラムスドルフ (ドイツ語: Weitramsdorf) は、ドイツ バイエルン州 オーバーフランケン行政管区 コーブルク郡に属する町村（以下、本項では便宜上「町」と記述する）。

## 地理
ヴァイトラムスドルフはコーブルクの西約5kmに位置する。この自治体は、森の豊かなところで、ローダッハ川（イッツ川支流）の横谷にあたる。

### 自治体の構成
この町は、公式には8つの地区 (Ort) からなる。このうち小集落や孤立農場などを除く集落を以下に列記する。ヴァイトラムスドルフ地区に行政機関が置かれている。
- アルテンホーフ
- ヘルグラムスドルフ
- ノインドルフ
- シュレッタハ
- タムバッハ
- ヴァイダッハ
- ヴァイトラムスドルフ

## 歴史
ヴァイトラムスドフルの中心となるヴァイトラムスドルフ地区が初めて史料に登場するのは1177年のことである。この史料の内容は、ウルリッヒ・フォン・カレンベルクとその息子たちポッペとコンラートが、ラングハイム（リヒテンフェルス）のシトー会修道院に「ヴィトラムスドルフ (Witramsdorf)」を一部は30ジルバーマルクで売却し、一部は寄進する旨を、バンベルク司教オットー2世が確認したものである。先述の9つの地区のうち、アルテンホーフ、ゲルスバッハ（1226年）、シュレタッハ（1245年）、ヘルグラムスドルフ（1290年）もまた同じくラングハイム修道院と関連がある。ラングハイム修道院の最も重要な分院で、後にはラングハイム修道院院長の夏の在所にもなるタムバッハ修道院に、これらの現在のヴァイトラムスドルフの一部となる地域の管理が任された。タムバッハ(Tambach)は、874年にタンバー(Tanbah)として初めて文献に現れる。それは、この地が一時的にフルダ修道院のものとなったことを示している。これは、文献で知りうる最も古い地区である。ヴァイダッハ地区も初めは修道院と関連があった。1149年にメンヒレーデン（現在のコーブルク郡レーデンタールの一地区）のベネディクト会修道院の寄贈証明書に記されている。こうした歴史的な背景に基づいて、この自治体の紋章には修道院長の杖が描かれている。ヴァイトラムスドルフの各地区の名前は、現在では使われなくなった地域名（ジークハルツドルフ）と同様に、この地域がカール大帝の統治下にあった時代、あるいはそれに続くフランク人が入植した植民地化時代のいずれかに名付けられたものである。ヴァイダッハの墓地はカロリング朝時代からのものであることが証明されている。
続く何世紀もの間に、ヴァイトラムスドルフには多くの地主や封建領主が現れた。シュヴァインフルト辺境伯オットー、マイセン城伯ヘルマン、ヴィルトベルク伯爵家、カレンベルクの名門自由民、あるいはコッツァウ、ローテンハーン、メーレンハウゼン、シュレタッハの半自由民たち。

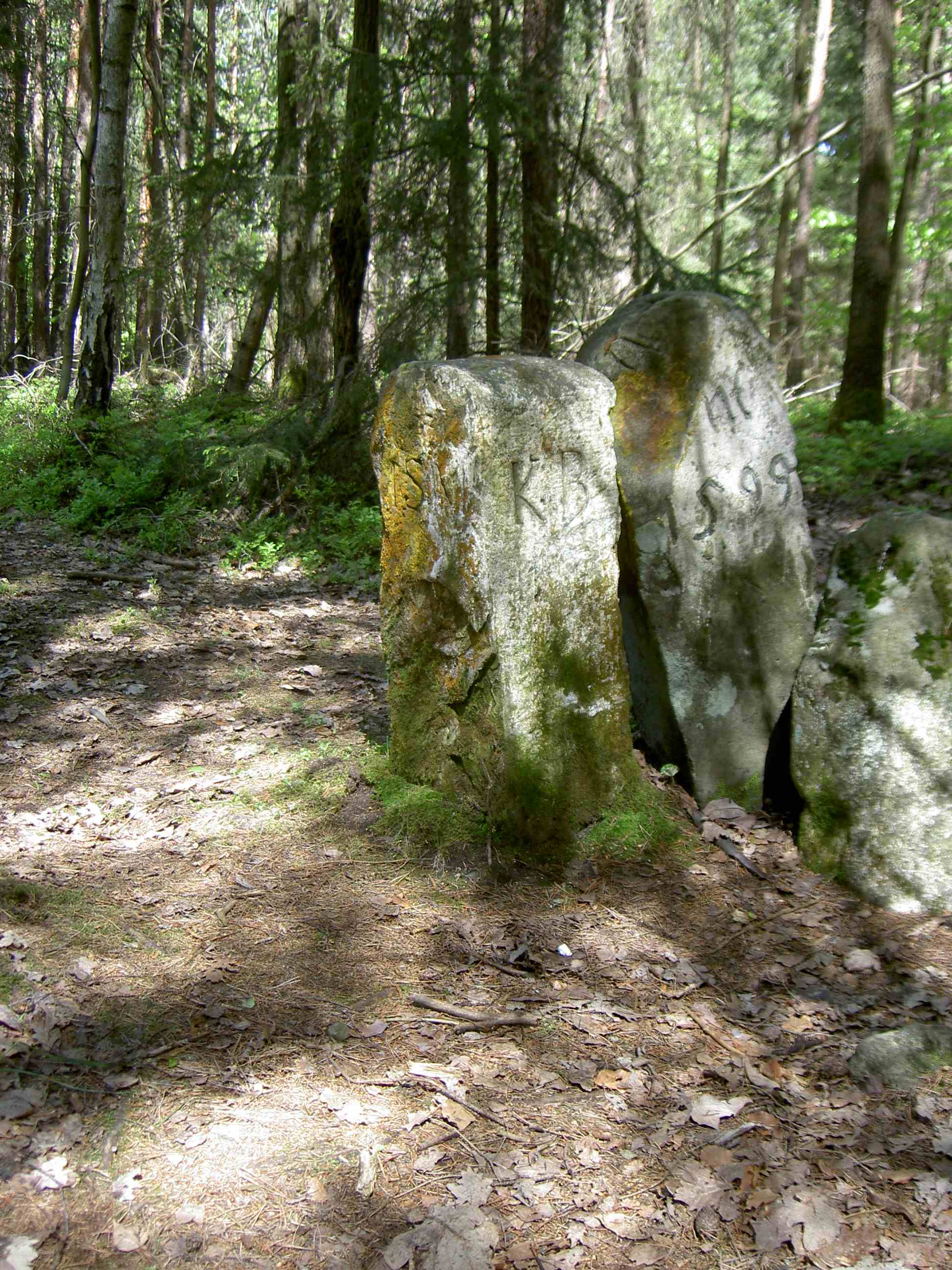
ヴァイトラムスドルフ郊外の三国国境の標識石
（バイエルン王国 Königreich Bayern - ザクセン＝マイニンゲン公国 Herzogtum Sachsen-Meiningen - ザクセン＝コーブルク公国 Herzogtum Sachsen-Coburg）

1803年の世俗化（世俗諸侯による聖界領の接収）によって、ノイドルフ、タムバッハ、ヘルグラムスドルフおよびアルテンホーフは、オルヴァイトラムスドルフ、ヴァイダッハ、シュレタッハ、ベルスバッハは、13世紀後半にヘンネベルク伯、さらには、それを受け継いだ（1353年以降）ヴェッティン家のものとなり、アルテンホーフ、ヘルグラムスドルフ、タムバッハ、ノインドルフはバンベルク勢力下のヴュルツブルクの所領に組み入れられた。ヴァイダッハを除く他のすべての村は地主あるいは領主としてラングハイム修道院につながりを持っていた。宗教改革がヴェッティン家の支配地域にも導入された（1528年/1529年）。ヴァイトラムスドルフとアルテンホーフの間の領土の境界線は宗教の境界線ともなった。「Oberland（山手）」には新教徒が住み、「Unterland（麓）」にはカトリック信者が暮らした。1599年、ヴュルツブルク司教ユリウスとザクセン＝コーブルク公爵ヨハン・カジミールとの間で、境界に関する「トラップシュタット協定 」が締結された。この結果、ヴァイトラムスドルフの境界には今日まで多くの標識石が遺されている。
テンブルク伯爵家に、そして1814年最終的にバイエルン王国に編入された。一方、ヴィトラムスドルフ、シュレタッハ、ゲルスバッハ（この3つの村は1869年に合併する）およびヴァイダッハはザクセン＝コーブルク＝ザールフェルト公国（1826年以降はザクセン＝コーブルク＝ゴータ公国）の一部となった。1920年、当時コーブルク州の一部となっていたこれらの村はバイエルン州に編入された。1931年にアルテンホーフ、ヘルグラムスドルフおよびタムバッハがコーブルク郡に編入された。1970年代の自治体再編では、1972年から1978年の間に、アルテンホーフ（ヘルグラムスドルフとタムバッハ）、ノインドルフ、ヴァイダッハ（ヴァイダッハ＝フォーゲルヘルト）といった自治体が生まれ、最終的にヴァイトラムスドルフに統一された。

## 行政

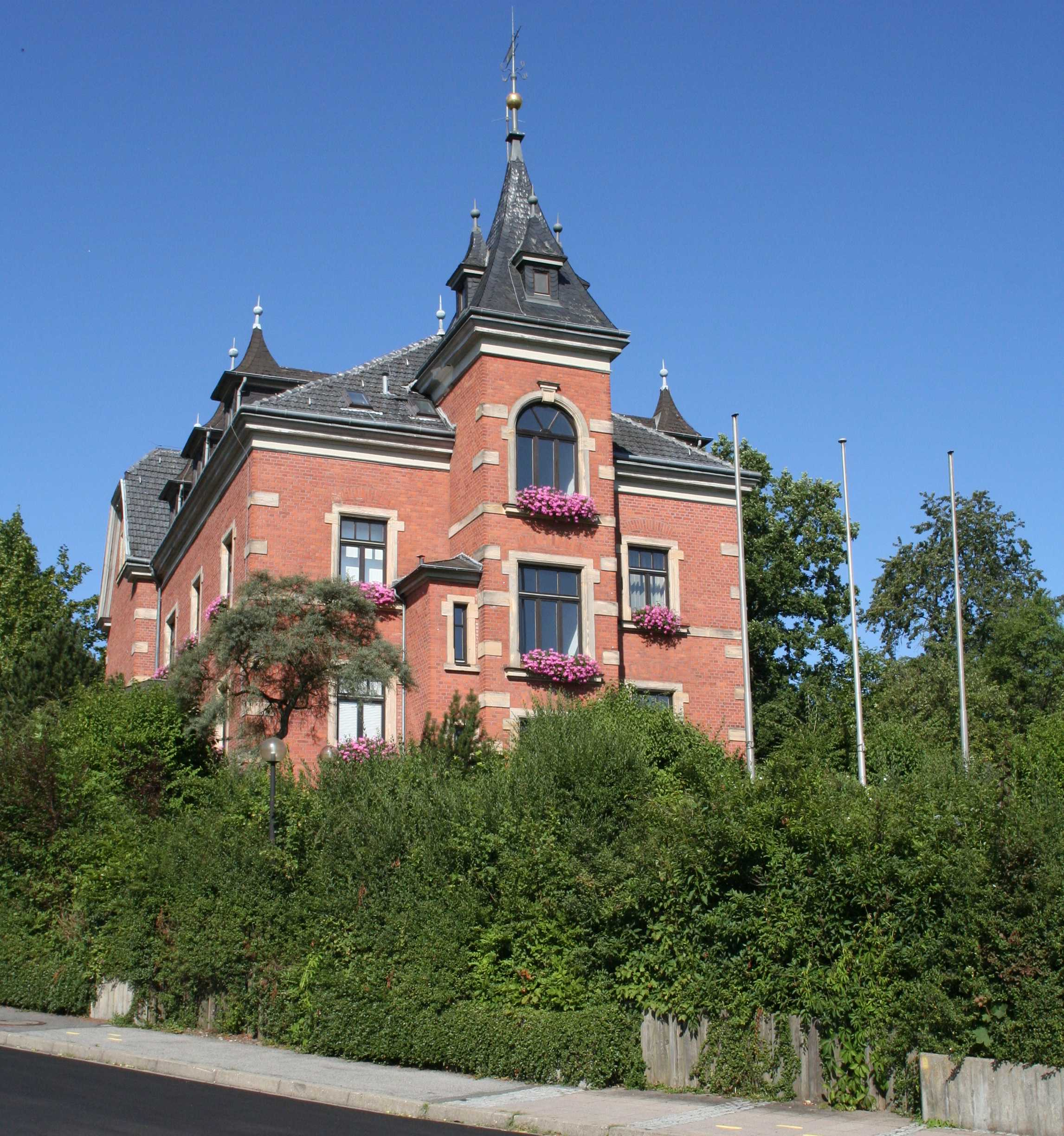
議会場

### 議会
ヴァイトラムスドルフの議会は15議席。

## 文化と見所

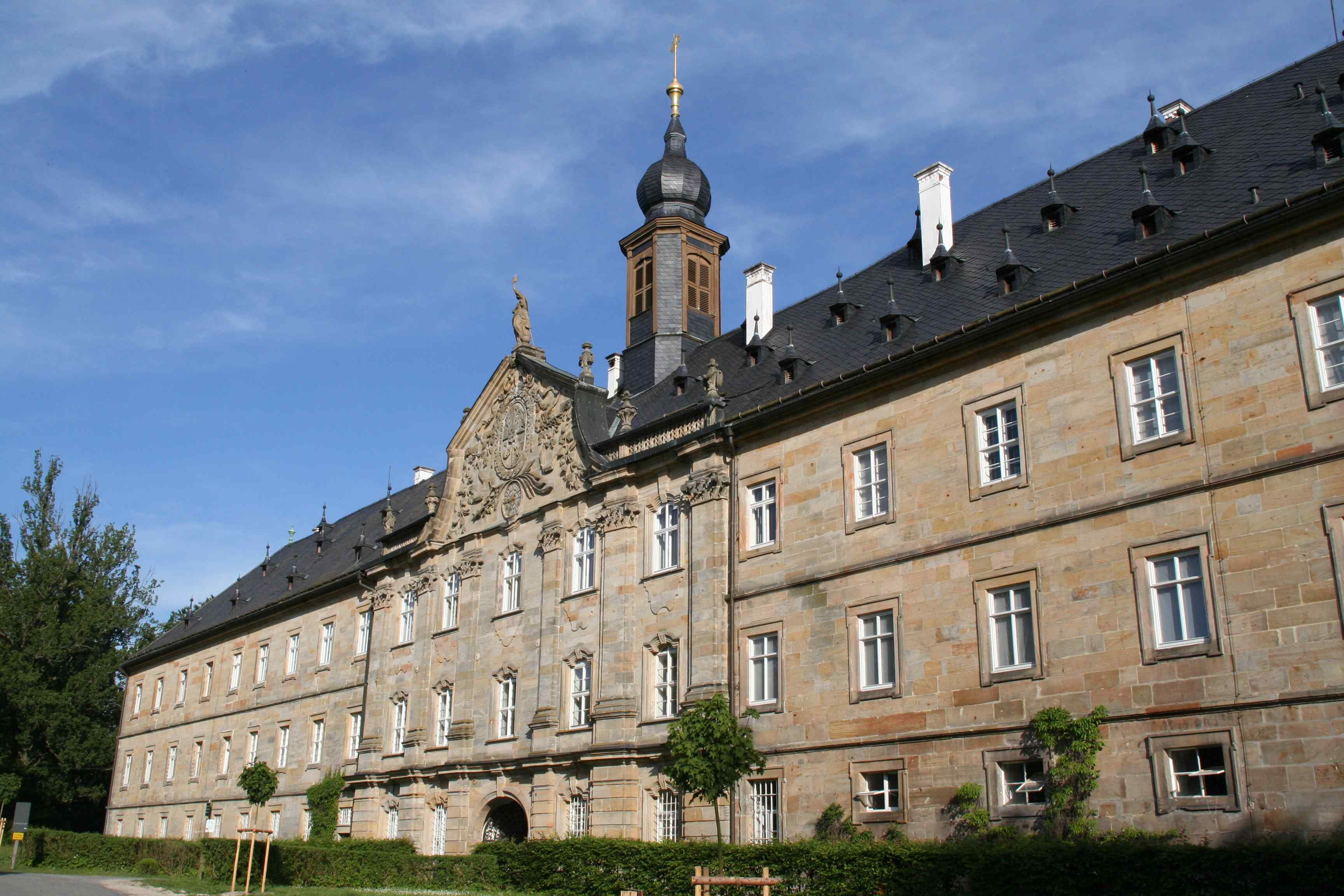
タムバッハ城

- Bayerischer Jagdfalkenhof（鷹狩り場）
- タムバッハ城（狩猟および漁猟用の城館）
- タムバッハ城野生公園

## 交通
ヴァイトラムスドルフからはゼスラハ、コーブルクおよびテューリンゲン州ウンマーシュタットへの街道が通っている。

## 引用
1. ↑  https://www.statistikdaten.bayern.de/genesis/online?operation=result&code=12411-003r&leerzeilen=false&language=de Genesis-Online-Datenbank des Bayerischen Landesamtes für Statistik Tabelle 12411-003r Fortschreibung des Bevölkerungsstandes: Gemeinden, Stichtag (Einwohnerzahlen auf Grundlage des Zensus 2011)
2. ↑  Bayerische Landesbibliothek Online